# Cristian Florez
Cristian Flórez (Ibagué, Tolima, Colombia; 30 de diciembre de 1994) es un futbolista colombiano nacionalizado español. Juega como lateral izquierdo y su actual equipo es el Real Cartagena de la Categoría Primera B de Colombia.

## Trayectoria

### Inicios
Es hijo de Alfredo "El Cachorro" Flórez, lateral zurdo que jugó en Deportes Tolima entre 1979 y 1985, y quien alcanzó a ser Preseleccionado por Colombia al Torneo Esperanza de Toulon Francia. Además es sobrino de José "El Chepe" Flórez defensor volante que jugó en Deportes Tolima y Deportivo Cali.
Es un futbolista profesional que realizó sus divisiones menores en Real Madrid, Atlético de Madrid, pasando en el 2013 al Rayo Vallecano B, donde logró entrenar con el plantel principal, entrenando con su compatriota Johan Mojica, el peruano Christian Cueva, Joaquin Larrivey y Nery Castillo.

### España
Luego de muchos años en España, a inicios del 2016. Sin embargo, no contó con la regularidad deseada, donde el argentino Javier Torrente prefirió Luis Carlos Murillo.
Luego pasó a Alianza Petrolera donde tuvo su mayor regularidad futbolística, teniendo siempre la confianza del entrenador de turno y del equipo.

### Colombia
Luego de buenas temporadas en Alianza Petrolera, fue fichado en América de Cali. Luego de un año de inactividad, en el 2021 fichó por Deportivo Pereira.
A inicios del 2022 se le vinculó con Deportes Tolima, sin embargo, diferencias económicas hicieron que no se realice el fichaje. El 23 de enero se anunció como nuevo fichaje de Sport Boys del Callao, el primer campeón del fútbol peruano.

## Clubes
| Club                 | País     | Año           | PJ | Goles |
| -------------------- | -------- | ------------- | -- | ----- |
| Rayo Vallecano B     | España   | 2014          | -  | -     |
| Racing Ferrol        | España   | 2014 - 2015   | 5  | 0     |
| Alcorcón B           | España   | 2015          | -  | -     |
| Once Caldas          | Colombia | 2016          | 7  | 0     |
| Alianza Petrolera    | Colombia | 2016 - 2018   | 75 | 3     |
| América de Cali      | Colombia | 2019          | 12 | 1     |
| Deportivo Pasto      | Colombia | 2019          | 11 | 0     |
| Deportivo Pereira    | Colombia | 2021          | 25 | 1     |
| Sport Boys           | Perú     | 2022          | 31 | 3     |
| Atlético Bucaramanga | Colombia | 2023          | 25 | 0     |
| Real Cartagena       | Colombia | 2024-presente | 46 | 2     |